# موسسه کارل سیگان
مؤسسه کارل سیگن: نقطه آبی کمرنگ و فراتر از آن در سال ۲۰۱۴ در دانشگاه کرنل در ایتاکا، نیویورک تأسیس شد تا جست‌وجوی سیارات و قمرهای قابل سکونت درون و بیرون از منظومه شمسی را گسترش دهد. این پروژه بر توصیف سیارات فراخورشیدی و ابزارهایی برای جست‌وجوی نشانه‌های حیات در کیهان متمرکز است.  بنیانگذار و مدیر فعلی این مؤسسه، ستاره‌شناس لیزا کالتنگر است.
این مؤسسه که در سال ۲۰۱۴ افتتاح شد و در ۹ مه ۲۰۱۵ تغییر نام داد، با مؤسسات بین‌المللی در زمینه‌هایی مانند اخترفیزیک، مهندسی، علوم زمین و جو، زمین‌شناسی و زیست‌شناسی با هدف داشتن رویکرد میان‌رشته‌ای برای جست‌وجوی حیات در سایر نقاط کیهان و منشأ حیات روی زمین همکاری می‌کند. 
کارل سیگن از سال ۱۹۶۸ عضو هیئت علمی دانشگاه کرنل بود. او تا زمان مرگش در سال ۱۹۹۶، استاد کرسی دیوید دانکن در رشتۀ نجوم و علوم فضایی و همچنین مدیر آزمایشگاه مطالعات سیاره‌ای این دانشگاه بود.

## پژوهش
هدف اصلی مؤسسۀ کارل سیگن مدل‌سازی امضاهای طیفی جوی، از جمله امضاهای زیستی سیارات و قمرهای شناخته شده و فرضی، برای بررسی امکان سکونت‌پذیری و چگونگی شناسایی آن‌ها است. تحقیقات آنها بر سیارات فراخورشیدی و قمرهایی که در منطقۀ قابل سکونت اطراف ستاره‌های میزبان خود در حال چرخش هستند، متمرکز است. توصیف اتمسفر چنین سیاراتی به پژوهشگران امکان می‌دهد که به طور بالقوه نخستین سیارۀ فراخورشیدی قابل سکونت را شناسایی کنند. برای نمونه یکی از اعضای تیم یک «کاتالوگ رنگی» تهیه کرده است که می‌تواند به دانشمندان در جست‌وجوی نشانه‌های حیات در سیارات فراخورشیدی کمک کند.

### کاتالوگ طیف‌های بازتاب زیستی
دانشمندان این تیم از ۱۳۷ گونه میکروارگانیسم مختلف، از جمله اکستریموفیل‌هایی که از شدیدترین محیط‌های زمین جدا شده بودند، استفاده کردند و فهرستی از چگونگی بازتاب منحصر به فرد هر شکل حیات از نور خورشید در بخش‌های طیف مرئی و فروسرخ نزدیک تا فروسرخ طول موج کوتاه (۰.۳۵ تا ۲.۵ میکرومتر) از طیف الکترومغناطیسی تهیه کردند.  این پایگاه داده از «اثر انگشت‌های بازتابی» (طیف) منفرد، می‌تواند توسط ستاره‌شناسان به عنوان نشانه‌های زیستی بالقوه برای یافتن کلونی‌های بزرگ حیات میکروسکوپی در سیارات فراخورشیدی دوردست استفاده شود. ترکیبی از موجودات زنده، طیف الکترومغناطیسی مختلط را که آن هم فهرست‌بندی شده، از نور بازتاب یافته از سیاره تولید می‌کند. این روش همچنین برای شناسایی پوشش گیاهی به کار گرفته خواهد شد. هدف از این کاتالوگ، ارائۀ یک مقایسۀ پایه به ستاره‌شناسان است تا به آن‌ها در تفسیر داده‌هایی که از تلسکوپ‌هایی مانند تلسکوپ فضایی رومن نانسی گریس و تلسکوپ بسیار بزرگ اروپایی به دست می‌آید، کمک کند.
تابش فرابنفش روی گونه‌های حیات هم می‌تواند باعث ایجاد فلورسانس زیستی در طول موج‌های مرئی شود.  یک سیارۀ فراخورشیدی که به دور یک ستارۀ نوع M با این اشکال حیات می‌چرخد، در معرض شعله‌های خورشیدی می‌درخشد و این موضوع امکان شناسایی آن را توسط نسل جدید رصدخانه‌های فضایی فراهم می‌کند.

### کاتالوگ‌ها و مدل‌های دیگر
دانشمندان مؤسسه، انتشار طیفی و بازتاب اجرام منظومه شمسی، از جمله هر هشت سیاره، نه قمر و دو سیارۀ کوتوله را فهرست‌بندی کرده‌اند. آنها همچنین جو زمین را در طول تاریخ زمین‌شناسی مدل‌سازی کرده‌اند. سیارات فراخورشیدی با شرایط مشابه زمین اولیه، کاندیداهایی برای اشکال حیات نوظهور در نظر گرفته می‌شوند.

## همچنین ببینید
- اخترزیست‌شناسی – شاخه‌ای از علم که به مطالعهٔ حیات در گیتی می‌پردازد.
- فراخورشیدشناسی
- فهرست سیارات فراخورشیدی – مقالهٔ فهرست ویکی‌پدیا
- روش‌های یافتن سیاره‌های فراخورشیدی
- نقطه آبی کم‌رنگ

## پیوندهای بیرونی
- وب‌سایت رسمی